# 안니카 할린
안니카 할린(Annika Hallin, 1968년 2월 16일 ~ )은 스웨덴의 배우이다.

## 출연 작품
- 룰이 필요해 (2015)
- 마이 스키니 시스터 (2015)
- 애즈 어 조로 (2012)
- 플리커 (2012)
- 스톡홀름 이스트 (2011)
- 별이 빛날 때 (2009)
- 소녀 (2009)
- 밀레니엄 : 제3부 벌집을 발로 찬 소녀 (2009)
- 밀레니엄 : 제2부 불을 가지고 노는 소녀 (2009)
- 밀레니엄 제1부 - 여자를 증오한 남자들 (2009)
- 패트릭 1,5 (2008)
- 글래디에이터 - 템플 기사단 (2007)
- 어둠이 내릴 때 (2006)